# 吉姆·柏瑞哲

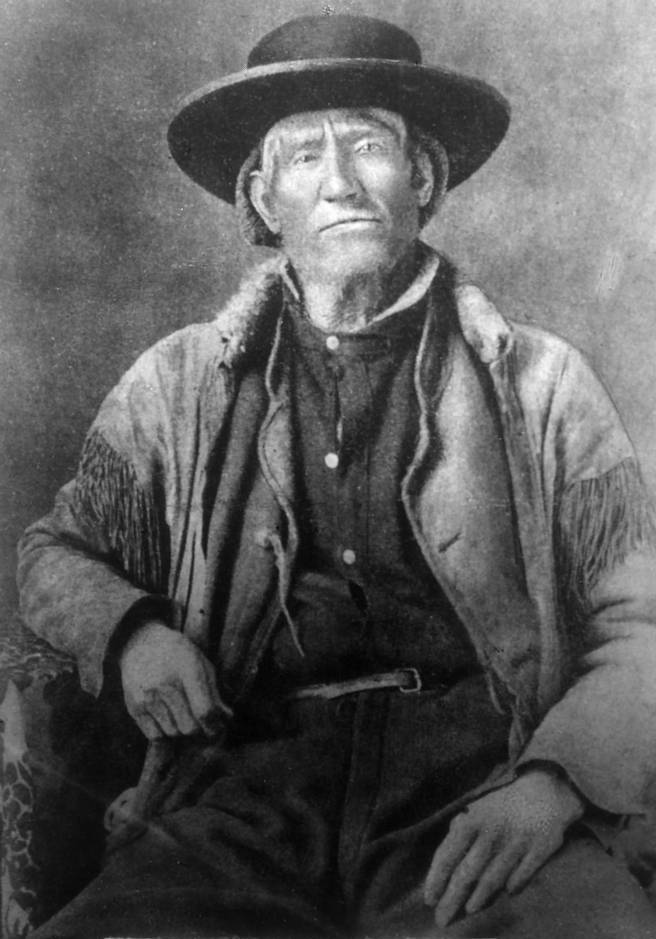
吉姆·布里傑。

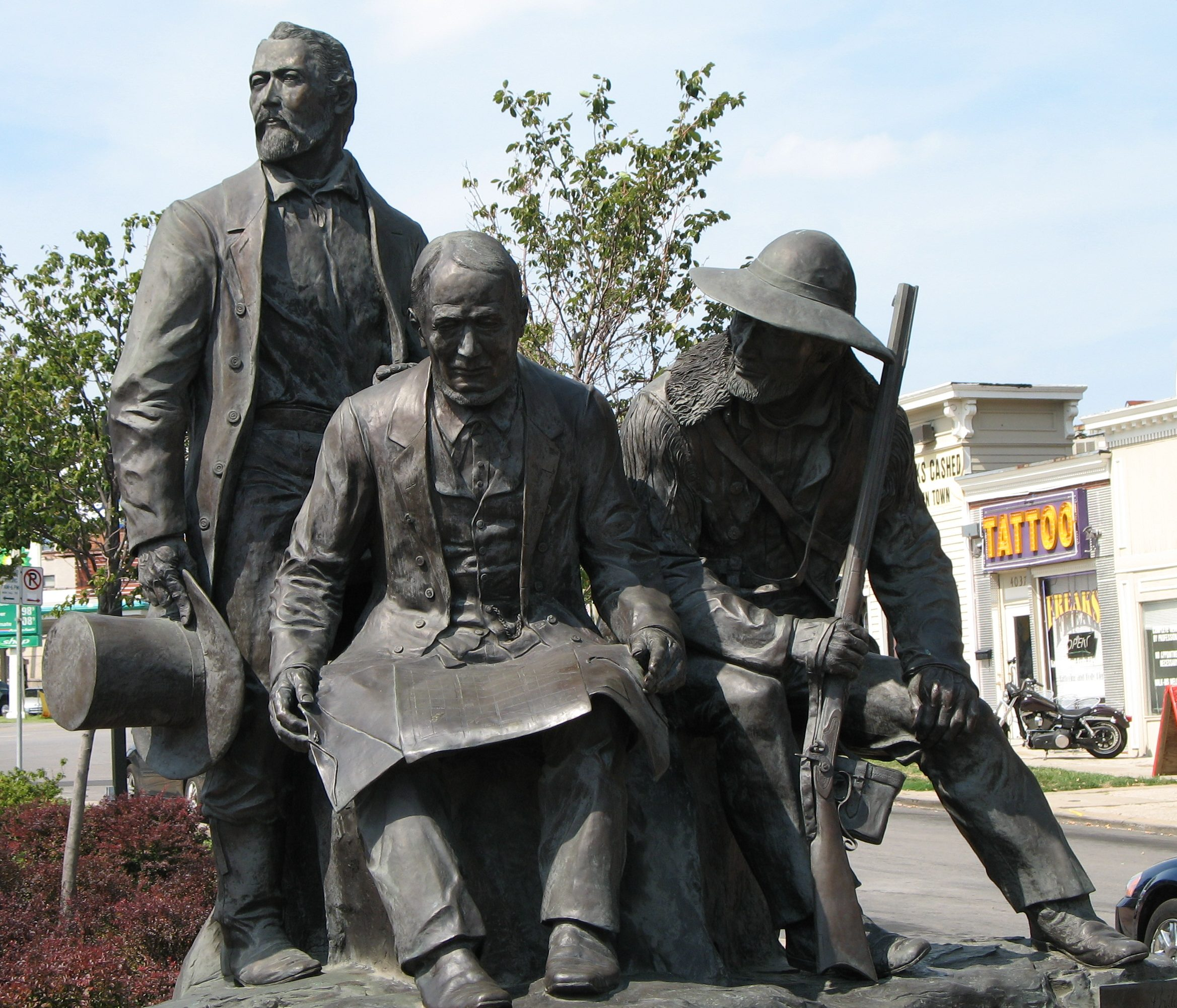
吉姆·布里傑（右）。密蘇里州堪薩斯市拓荒者廣場。

詹姆斯·「吉姆」·布里傑（英語：James "Jim" Bridger，1804年—1881年7月17日），活躍於1820年代至1840年代的美國西部拓荒時期探險家、陸軍嚮導、偵查員。
吉姆·布里傑具有異乎尋常的強健體質、豐富的地理知識及野外求生本領，使他在洛磯山脈，從現今的科羅拉多州南部到加拿大邊境之間，綿亙1500公里、海拔4000公尺左右的崇山峻嶺間遊走。柏瑞哲受過教育，除了母語英語外，也通曉法語、西班牙語、數種印第安語。他與其他多位美國西部歷史名人往來或認識。
吉姆·布里傑被認為是最著名的山人之一。山人特指十八世紀後期至十九世紀前期，美國西部一種白人冒險家及拓荒者。山人的特性是愛好和平、不為追求名譽或利益而探險，與原住民、白人、以及大自然和諧相處。

## 生平
布里傑早年生平不詳，他可能於1804年3月或4月出生在維吉尼亞州，隨父母西遷到聖路易。父母逝世後，他可能當過鐵匠學徒。17歲的布里傑於1822年加入William Henry Ashley組織的洛磯山脈探險隊，開始其多采多姿的一生。他是第一位進入現在的黃石公園地區的白人之一。1824年或1825年，布里傑因為是首度得見大鹽湖的白人而成名。1830年他與數名山人經營毛皮交易公司。1843年，柏瑞哲與另一名山人Louis Vasquez建立一處貿易港，後來被命名柏瑞哲堡。許多行走奧勒岡途徑的拓荒民眾以柏瑞哲堡為休息站。
1835年布里傑與印第安平頭族女子結婚，有3個孩子。第一任妻子於1846年過世後，他續娶休休尼族酋長之女，3年後妻子在生產時母子俱亡。1850年，他再娶一名休休尼女子，有2個孩子。許多山人都娶印第安女子為妻。西部風景畫家亞佛列德·雅各·米勒，於1850年畫出想像中吉姆·布里傑的婚禮情景。在1847年史稱惠特曼屠殺的事件中，包括吉姆·柏瑞哲的女兒在內的54名婦孺，被小馬族及烏馬提拉族印第安人綁架勒贖並遇害，柏瑞哲將他的幾個孩子送回東部受教育。
吉姆·布里傑在其漫長的探險生涯中，與其他許多美國西部歷史名人往來或認識，例如約翰·佛里蒙特（加利福尼亞州州長、參議員、亞利桑那州州長、共和黨首位總統候選人、廢奴主義者）、基特·卡森（西部拓荒者）、約瑟夫·密克（西部警長）、約翰·沙特（加州淘金客、沙加緬度市建立者）。他與一些山人有著甚好的友誼，並且提攜及雇用其他後輩的山人或拓荒者。儘管吉姆·柏瑞哲很厭惡有55個妻子的楊百翰以及摩門教徒們，他曾經在1847年不情願的與楊百翰等人共住在同一處盆地中一段時日。
1850年，吉姆·布里傑發現了布里傑山隘，使奧勒岡途徑得已節省61英里的路程。1869年，第一橫貫大陸鐵路全線通車並取代奧勒岡途徑，聯合太平洋鐵路公司仍使用柏瑞哲發現的路線。1956年竣工的80號州際公路依然沿用百年前柏瑞哲走過的路線。
1864年，吉姆·布里傑發現了布里傑途徑，讓從懷俄明州前往蒙大拿州的淘金客有較安全的路線，免受蘇族、夏安族等較強悍原住民的襲擊。柏瑞哲也擔任陸軍的嚮導及偵查員。1868年，他因為健康問題而返回在密蘇里州自己建造的住宅。1881年去世，享年77歲。

## 荒誕不經的故事
在交通不便的年代，山人因為是白人未知之地的開路先鋒，所以常被其他民眾要求講述見聞。吉姆·布里傑另一個出名的原因是擅長述說所謂荒誕不經、但引人入勝的故事。其實他一些故事被證實是真的。尤其是黃石地區鬼斧神工的自然奇景，在攝影未發明前，僅用口頭敘述，不免使聽眾將信將疑。（直到1870年，成員包括威廉·亨利·傑克森在內的官方考察隊，才帶著攝影機進入黃石地區。黃石奇觀方才廣為人知，並促成世界上第一個國家公園的設立）。布里傑講述的另外一些故事，則因為他生性風趣而明顯帶有娛樂性質。由於吉姆·布里傑名氣太大，其他一些更荒誕的故事也被誤歸於他的名下。無論如何，所謂荒誕不經的故事已成為美國民間文學的一部分。

## 傳奇
懷俄明州布里傑鎮設有紀念他的銅像。在蒙大拿州柏瑞哲鎮，設有他的銅像及紀念碑。密蘇里州堪薩斯市的拓荒者廣場上，設有吉姆·布里傑、約翰·卡爾文·邁考伊（堪薩斯市建立者）、亞歷山大·梅哲斯（驛馬快遞創辦人）的三人銅像。柏瑞哲攜帶過的來福槍被展覽於懷俄明州的山人博物館。吉姆·柏瑞哲在密蘇里州的木造故居被善加維護，並成為觀光景點。
吉姆·布里傑的事蹟在1966年及1971年，被美國國家廣播公司改編為電視劇。布里傑也是許多西部片中，浪跡天涯拓荒者的角色塑造原型。

### 以布里傑為名的地名
- 布里傑堡（懷俄明州）
- 布里傑鎮（懷俄明州）
- 布里傑鎮（蒙大拿州）
- 布里傑途徑（懷俄明州至蒙大拿州）
- 布里傑山隘（懷俄明州）
- 布里傑山脈（洛磯山脈支脈，懷俄明州）
- 布里傑山脈（洛磯山脈支脈，蒙大拿州）
- 布里傑荒野保護區（懷俄明州）
- 布里傑盆地滑雪區（蒙大拿州）
- 布里傑－蒂頓國家森林（懷俄明州）